# Данн, Кристал
Кристал Алиссия Данн Субрье (англ. Crystal Alyssia Dunn Soubrier; род. 3 июля 1992, Нью-Гайд-Парк, Нью-Йорк) — американская футболистка, чемпионка мира. В настоящее время она играет за «Портленд Торнс» Национальной женской футбольной лиги и входит в состав женской сборной США по футболу, сыграв за неё более 100 матчей.
Данн играла в студенческий футбол в клубе «Норт Каролина Тар Хилз» с 2010 по 2013 годы и был удостоена награды «Херман Трофи», вручаемой лучшему игроку студенческой лиги. Она входила в состав юниорской сборной, победившей на чемпионате мира в 2012 году в Японии. После университетской карьеры Данн стала первым номером драфта и попала в клуб «Вашингтон Спиритс» в 2014 году. В следующем году она выиграла индивиадуальные награды, став лучшим бомбардиром и самым ценным игроком. Также Кристал стала самым молодым игроком, выигравшим обе награды в возрасте 23 лет.

## Ранние годы
Родилась в Нью-Йорке в семье Винсента и Ронды Даннов. У неё есть брать Генри, с которым она училась в одной школе. Там же она играла в течение четырёх лет и была как нападающим, так и полузащитником. Она была капитаном команды в 2008 и 2009 годах. Клуб Данн проиграл всего два матча за три сезона, став чемпионом штата Нью-Йорк в 2006, 2007 и 2009 годах. В 2008 году Данн участвовала в чемпионате мира по футболу среди девушек до 17 лет в Новой Зеландии. Будучи капитаном команды в 2009 году, она забила четыре гола в первые 20 минут игры чемпионата штата.
Данн забила 46 голов и сделала 35 голевых передач в трех сезонах во время обучения в средней школе. В 2008 году не играла из-за вызова в национальную сборную. Она была очень титулованной ученицей старшей школы, получив ряд наград за индивидуальные достижения в 2006, 2007 и 2009 годах. На первом, втором и старших курсах она входила в состав первой команды Нью-Йорка и команды Лонг-Айленда. В 2007 и 2009 годах её команда не проиграла ни одной игры.

### Университет Северной Каролины, 2010—2013
Данн изучала социологию в Университете Северной Каролины. На первом курсе в 2010 года. Данн отыграла 23 матча общей продолжительностью 1929 минут. Она была лидером команды по набранным очкам (26), включая девять голов и восемь передач. Она получила ряд индивидуальных наград за свои достижения.
На втором курсе в 2011 году Данн провела 19 матчей из 20; причиной единственного пропуска матч стала тренировка с женской сборной США по футболу до 20 лет. За сезон она забила три гола и сделала шесть результативных передач.
В 2012 году Данн участвовала на чемпионате мира среди девушек до 20 лет в Японии. После своего возвращения она помогла «Тар Хилз» выиграть чемпионат. Во время четвертьфинала Данн забила два гола в ворота команды Университета Бригама Янга, в том числе и победный в овертайме. Данн стала победительницей «Херман Трофи» 2013 года, а также стала лучшим футболистом и лучшим защитником.
Во время последнего сезона в студенческой лиге в 2013 году Данн оформила первый хет-трик в матче против «Майами Харрикейнз», прервав серию поражений «Тар Хилз». Игра завершилась со счётом 4:0. Она стала лучшим бомбардиром команды, забив 14 голов, в том числе шесть победных.

## Клубная карьера

### «Вашингтон Спирит», 2014—2017
В январе 2014 года Вашингтон Спирит выбрала Данн на драфте 2014 года под первым номером. Она 19 раз выходила на поле в стартовом составе, а в общей сложности сыграла 22 игры за «Спирит» в 2014 году. Команда финишировала четвертой в регулярном сезоне с 10 победами и вышла в плей-офф. 31 августа в полуфинале команда проиграла победителям регулярного сезона «Сиэтл Рейну» со счётом 1:2.
Данн забила два гола в ворота «Скай Блю», в результате «Вашингтон» победил со счётом 3:1. Впоследствии она была признана лучшим игроком второй недели лиги. 1 августа 2015 года Данн оформила первый хет-трик в матче против «Хьюстон Дэш». Она стала игроком месяца, оформив шесть голов. Данн завершила регулярный сезон с лучшим результатом в лиге (15 голов), что принесло ей «Золотую бутсу» 2015 года. Также она выиграла награду «Самого ценного игрока лиги». Она стала самым молодым игроком, выигравшим обе награды в возрасте 23 лет, и побила рекорд лиги со средним показателем 0,77 гола за игру. Она не приняла участие во взрослом чемпионате мира по футболу среди женщин 2015 года, но отметила, что это «дало ей дополнительную мотивацию в лиге».
Данн в своём третьем сезоне в «Вашингтоне» забила четыре гола и сделала пять результативных передач. Два из ее четырех голов были забиты в матче против «Вестерн Нью-Йорк Флеш», который завершился вничью, а впоследствии свёлся к серии пенальти. «Вашингтон» одержал в этом матче победу.

### «Челси», 2017/2018

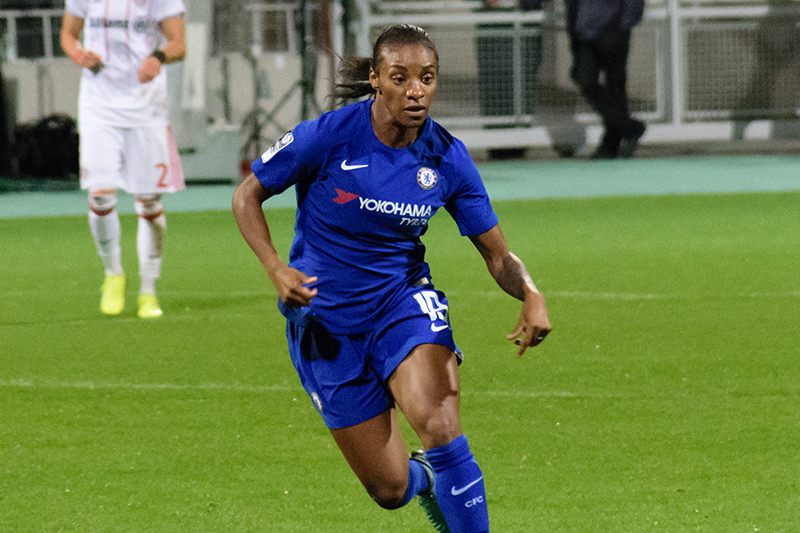
Данн играет за «Челси» в октябре 2017 года

3 января 2017 года Данн подписала контракт с лондонским «Челси». 19 марта она забила свой первый гол в матче против «Донкастер Роверс Беллес» в Кубке Англии. Игра завершилась со счетом 7:0. Её дебют в лиге состоялся в апреле в матче против «Йовил Таун». Там же она забила первый гол в чемпионате и помогла выиграть своему клубу победить со счётом 6:0. Сначала она играла на позиции нападающего, но затем перешла на позицию крайнего защитника. В «Челси» Данн забила пять голов в 20 матчах и помогла «Челси» победить в «Весенней серии». Также «Челси» впервые в своей истории вышел в четвертьфинал женской Лиги чемпионов УЕФА 2017/2018. Данн понравилось играть в «Челси», но приняла решение вернуться в Соединенные Штаты.

### «Норт Каролина Кураж», 2018—2020

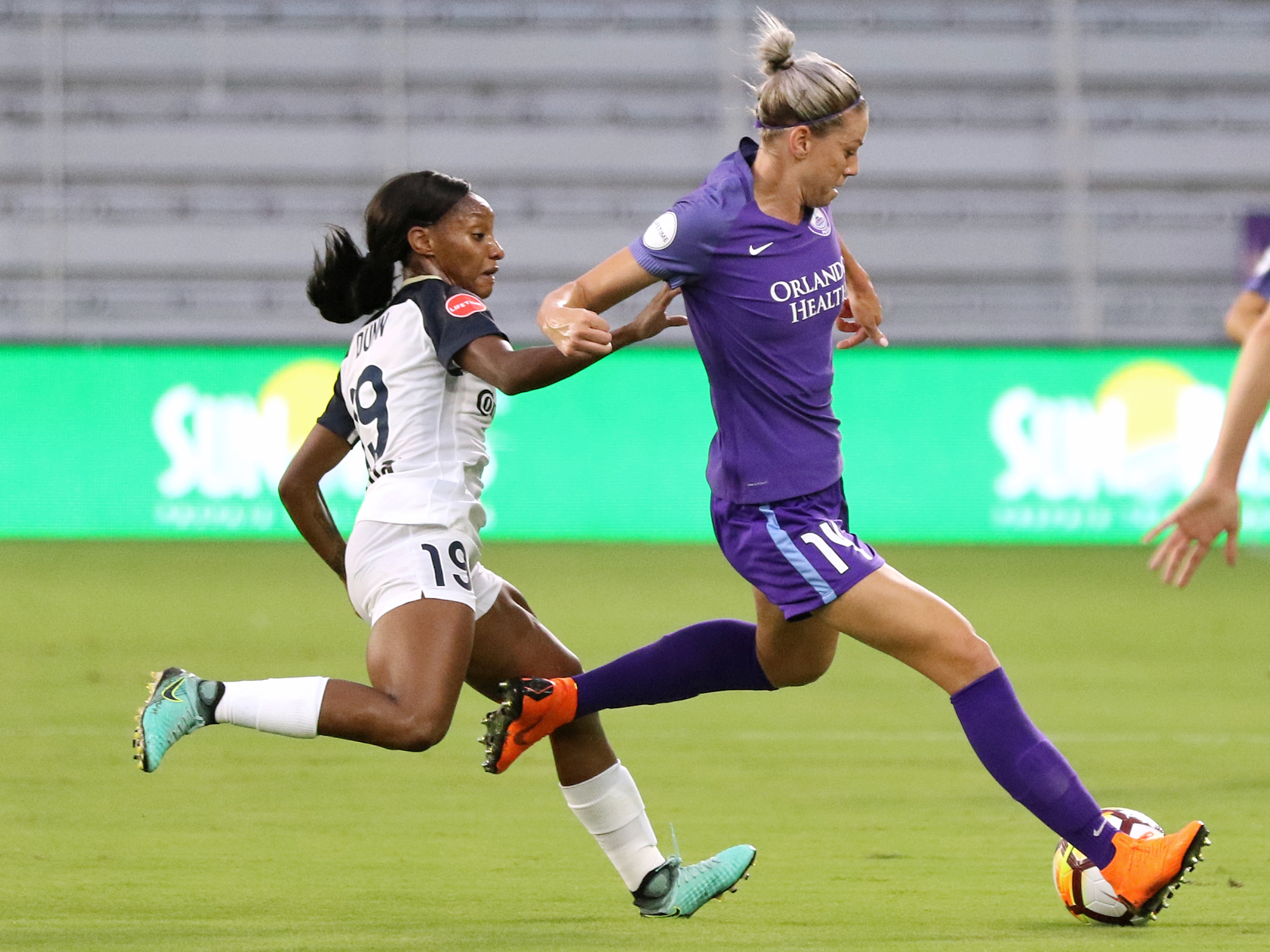
Данн играет в матче против «Орландо Прайд» в мае 2018 года

Планировалось, что после года в Англии Данн вернется в Америку, заключив сделку по обмену в «Норт Каролина Кураж». «Вашингтон» в свою очередь получит двух футболисток — Тейлор Смит и Эшли Хэтч, что в итоге и произошло.
Она впервые сыграла за новый клуб в матче открытия сезона 2018 года в матче против «Портленд Торнс». Данн становилась лучшим игроком восьмой и тринадцатой недель, а также стала лучшим игроком июня. Она сыграла в 22 играх за «Кураж», забив восемь голов. Данн была включена в состав символической сборной 2018 года В полуфинале против «Чикаго Ред Старз», в которой команда из Северной Каролины выиграла со счётом 2:0, Данн играла в стартовом составе. Она также играла с первых минут в финале, в котором её клуб победил со счётом 3:0 комунду «Портленд Торнс».

### «Портленд Торнс», 2020-н.в.
22 октября 2020 года Кристал Данн была продана в «Рейн» в обмен на Кейси Мерфи и 140 тысяч долларов. Позже в тот же день ее обменяли в «Портленд Торнс».

## Международная карьера

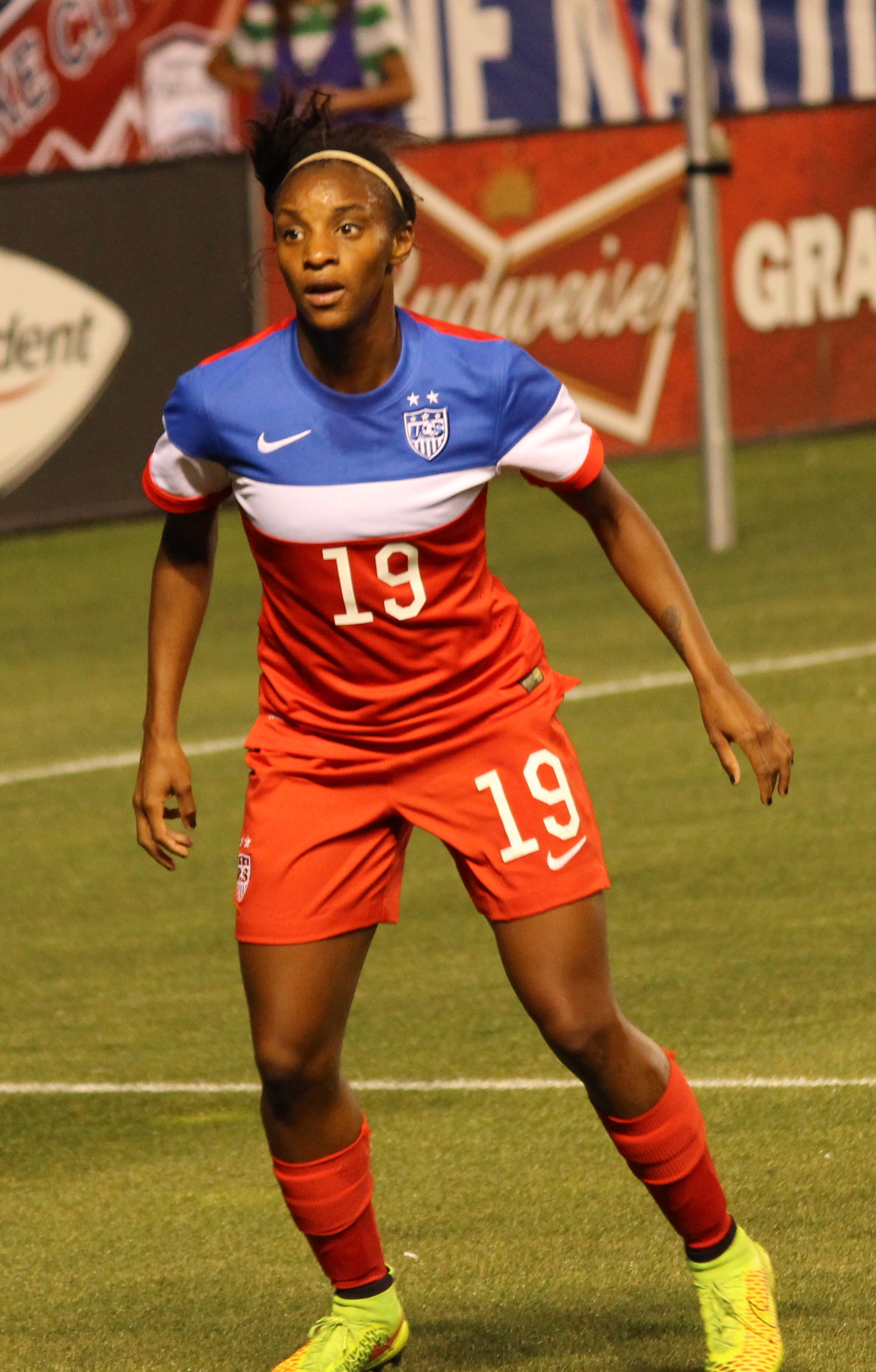
Данн играет в товарищеском матче против Мексики в сентябре 2014 года

### Молодежные сборные

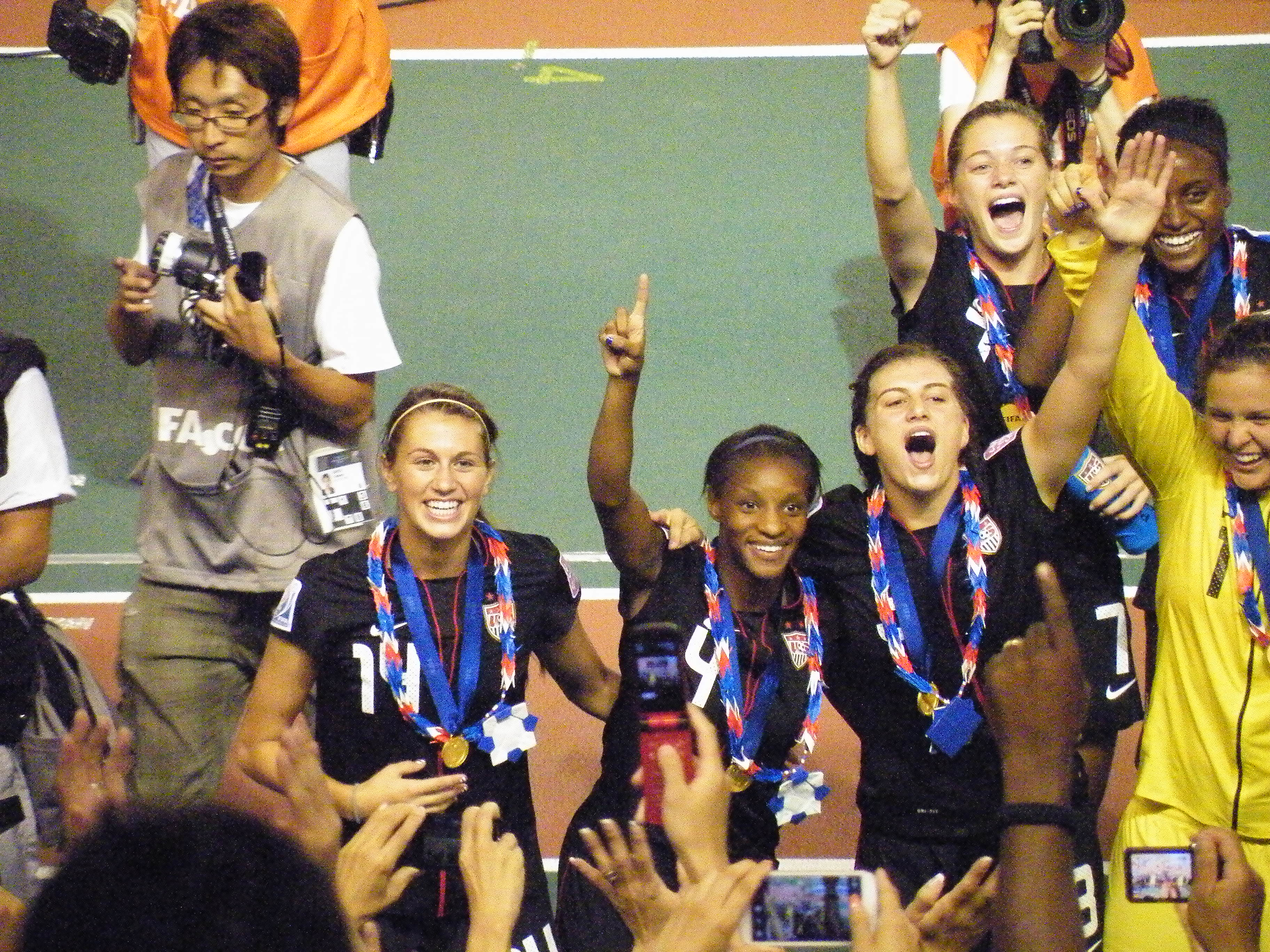
Данн празднует завоевание титула с товарищами по команде во время церемонии награждения на чемпионате мира до 20 лет в Японии

С 2008 по 2012 год Данн выступала за США в составе различных национальных молодежных сборных, в том числе на чемпионате мира по футболу среди женщин до 17 лет. В 2010 году она сыграла в 14 международных матчах за сборную до 20 лет, а затем приняла участие во всех пяти матчей чемпионата мира по футболу среди девушек до 20 лет 2012. США на этом турнире выиграли титул. Она участвовала в чемпионате мира до 20 лет 2010 года.

### Основная сборная
22 января 2013 года Данн впервые была вызвана на сборы основной сборной тренером Томом Серманни. Данн дебютировала за взрослую сборную США 13 февраля в товарищеском матче против Шотландии и была включена в состав на Кубок Алгарве 2013 года.
Данн впервые выступила в Кубке Алгарве 6 марта 2013 года в игре против Исландии. Она вышла в стартовом составе на позиции левого защитника и отыграла все 90 минут. Соединенные Штаты победили Исландию со счетом 3:0. Данн также сыграла в финале против Германии. Соединенные Штаты выиграли чемпионат турнира после победы над Германией со счетом 2:0.
В октябре 2014 года Данн не попала в сборную на женский чемпионат КОНКАКАФ 2014 года, который был отборочным турниром к женскому чемпионату мира по футболу 2015 года.
Данн была включен в состав на товарищеские матчи февраля 2015 года против Франции и Англии. В феврале 2015 года Данн был включен в состав Кубка Алгарве 2015 года, но не сыграла на этом турнире ни одной игры. Данн вошла в предварительный список игроков на чемпионат мира 2015 года, но в итоге не попала в итоговый состав из 23 человек.
7 февраля 2020 года Данн сыграла свой сотый матч за Соединенные Штаты, в котором американки победили Мексику со счетом 4:0.